# Tomocichla sieboldii
Tomocichla sieboldii es una especie de peces de la familia Cichlidae en el orden de los Perciformes.

## Morfología
Los machos pueden llegar alcanzar los 25 cm de longitud total.

## Hábitat
Es una especie de clima tropical que vive entre 24 °C-29 °C de temperatura.

## Distribución geográfica
Se encuentra en la vertiente del pacífico de Centroamérica: desde Esparza (Costa Rica) hasta el río Santa María (Panamá ).